# Иберийский революционный совет освобождения
Иберийский революционный совет освобождения (исп. Directorio Revolucionario Ibérico de Liberación и порт. Directório Revolucionário Ibérico de Libertação, DRIL) — вооруженная организация, созданная испанскими (в основном галисийцами) и португальскими противниками иберийских диктатур. У организации было два генеральных секретаря: португалец Умберто Дельгадо и испанец Хозе Вело.

## История
Первая акция DRIL произошла в феврале 1960 года и состояла из нескольких взрывов в Мадриде. Из-за случайного взрыва собственной бомбы погиб член DRIL Хосе Рамон Перес Хурадо. Его товарищ Антонио Абад Доносо был арестован и, хотя ни один из взрывов не привел к жертвам, был приговорен к смертной казни и казнен 8 марта того же года.
Самой известной акцией DRIL стал захват лайнера «Санта-Мария» в 1961 году — португальского круизного судна. После переговоров с правительством Бразилии во главе с Джанио Квадросом члены DRIL сложили оружие и направили корабль в Ресифи в обмен на получение статуса политического убежища. Корабль был возвращен владельцам — португальской компании Colonial de Navegação.
Организация продолжала совершать спорадические нападения до своего распада в 1964 году.